# Gnomidolon denticorne
Gnomidolon denticorne är en skalbaggsart som beskrevs av Bates 1892. Gnomidolon denticorne ingår i släktet Gnomidolon och familjen långhorningar.
Artens utbredningsområde är Panama. Inga underarter finns listade i Catalogue of Life.